# 大山鋪龍屬
大山鋪龍屬（屬名：Dashanpusaurus）大山鋪龍是蜥腳下目恐龍的一屬，生存於侏儸紀中期。模式種是董氏大山鋪龍（Dashanpusaurus dongi），是在2005年由一群中國古生物學家所敘述、命名。屬名意為「大山鋪蜥蜴」，是以化石發現處的城鎮為名；種名則是以大山鋪地區的恐龍專家董枝明為名。
如同其他蜥腳類恐龍，大山鋪龍是種植食性四足恐龍。大山鋪龍的正模標本是發現於中國四川省大山鋪鎮的沙溪廟組，該地層年代為侏儸紀；沙溪廟組後來成為較大的大山鋪組的一部分。大山鋪鎮離自貢市只有7公里遠，大山鋪龍的化石目前存放在自貢市。大山鋪龍的化石包含許多破碎骨頭與脊椎，以及一個部份骨盆與其他後部骨頭。除了正模標本以外，還有許多大山鋪龍的化石在當地出土。

## 外部連結
- DinoData網站 (需要註冊)（页面存档备份，存于）